# رندال کوارلز
رندال کوارلز (انگلیسی: Randal Quarles؛ زادهٔ ۵ سپتامبر ۱۹۵۷) سیاست‌مدار اهل ایالات متحده آمریکا است.